# Unai Cuadrado
Unai Cuadrado Ruiz de Gauna, nascido em 26 de setembro de 1997 em Eribe, é um ciclista espanhol, membro da equipa Fundación-Orbea.

## Biografia
Unai Cuadrado nasceu em Eribe nas fileiras de uma família praticantes de ciclismo. Começa o ciclismo desde a sua juventude, no Clube Ciclista Foronda. Em cadetes e juniores, corre ao Iturribero de Durana.
Passa em categoria esperanças (Sub-23) em 2016, nas fileiras do clube Infisport-ArabaEus, dirigido pelo antigo corredor Gorka Beloki. Este desaparecendo ao finalizar no ano, apanha a equipa Quick Step-Telcom-Gimex em 2017.. No que se passou nesse ano, obtém os seus primeiros resultados significativos no circuito basco, que se classifica terceiro do Troféu Eusebio Vélez, sétimo do Oñati Proba e da San Bartolomé Saria, oitava da San Juan Sari Nagusia. Começando em Julho, toma o terceiro lugar do campeonato do País basco, e consegue o título nos menos de 23 anos
Aconselhado pelo seu treinador Xabier Muriel, Unai Cuadrado integrou o clube basco Ampo-Goierriko TB em 2018.. Bom escalador, distingue-se na primavera terminando sétimo da Subida a Urraki, oitava da Tour de la Bidassoa, sétima da Volta a Navarra e da Volta a Castellón, depois segunda do campeonato do País basco, onde supera a linha final na mão com o seu colega Xabier Murgiondo. Ao princípio do Verão, toma o nono lugar do campeonato da Espanha Esperanças, disputado num percurso difícil em Castelló da Plana. Uma semana mais tarde, termina segundo da Prova Loinaz, carreira histórica do calendário nacional espanhol. Em agosto, obtém seu único sucesso na o Memorial Etxaniz, reservado aos corredores de menos de 23 anos. a 22 de setembro, classifique-se segundo do Oñati Proba, para sua última carreira da temporada
Em 2019, é promu na equipa da Fundação Euskadi, com sua colega Jokin Aranburu.

## Palmarés
- 2017
  - Campeão do País basco em estrada esperanças
  - 3.º do Troféu Eusebio Vélez
- 2018
  - Memorial Etxaniz
  - 2.º da San Juan Sari Nagusia
  - 2.º da Prova Loinaz
  - 2.º do Oñati Proba

## Classificações mundiais
| Ano             | 2018   | 2019  |
| UCI Europe Tour | 2 086. | 685.º |